# Вентіленьє
Вентіленьє (фр. Ventilegne корс. Ventilegne) — річка Корсики (Франція). Довжина 9,3 км, витік знаходиться на висоті 189  метрів над рівнем моря на схилах пагорба-гори Пунта д'Арчинівале (Punta d'Arcinivale) (321 м). Впадає в Середземне море.
Протікає через комуни: Сотта, Фігарі, Порто-Веккіо, Боніфачьо і тече територією департаменту Південна Корсика та кантонами: Фігарі (Figari), Порто-Веккіо (Porto-Vecchioe), Боніфачьо (Bonifacio)